# The Missing Juror
The Missing Juror is een Amerikaanse dramafilm uit 1944 onder regie van Budd Boetticher.

## Verhaal
Verschillende juryleden in een moordproces komen op geheimzinnige omstandigheden om het leven. Er zijn slechts zes juryleden over en een daarvan wordt vermist. De journalist Joe Keats gaat op onderzoek uit, voordat ook het volgende jurylid sterft.

## Rolverdeling
| Acteur          | Personage                         |
| --------------- | --------------------------------- |
| Jim Bannon      | Joe Keats                         |
| Janis Carter    | Alice Hill                        |
| George Macready | Harry Wharton / Jerome K. Bentley |
| Jean Stevens    | Tex Tuttle                        |
| Joseph Crehan   | Willard Apple                     |